# بن والاس
بن والاس (انگلیسی: Ben Wallace؛ زاده ۱۰ سپتامبر ۱۹۷۴) بازیکن بسکتبال اهل ایالات متحده آمریکا است.
او یکی از قدرتمندترین و فیزیکی‌ترین بازیکنان تاریخ بوده است و جز معدود بازیکنانی بود که در نبردهای تک به تک در مقابل شکیل اونیل می‌توانست ایستادگی کند.
بن والاس همواره از بهترین مدافعان و بلاکرهای تاریخ بسکتبال محسوب می‌شود. بلاک شات‌های او بسیار خشن و جدی و با بی رحمی انجام می‌گرفت. او ۴ بار به عنوان بهترین مدافع سال ان بی ای انتخاب شده است. در سال ۲۰۰۴ با مهار شکیل اونیل و تیم فوق قدرتمندش توانست به همراه دیگر بازیکنان تیم دترویت عنوان قهرمانی NBA را کسب کند.